# Други македонски рат
Други македонски рат (200. п. н. е. — 196. п. н. е.) је рат између Македоније и Рима у савезу са Пергамом и Родосом. Македонце је предводио краљ Филип V Македонски.

## Повод за рат
Филип V Македонски се давно интересовао за грчке полисе, да их стави под своју контролу. Међутим, док су полиси у савезу са Римом Филип V Македонски не сме да их нападне. Уместо тога почео се ширити деловима Илирије. Рим је запретио ратом ако не престане са освајањима Илирије. Под претњом Филип V Македонски повлачи своје снаге.
Македонија поново почиње да се шири на спорне територије, које грчки градови-државице сматрају својима. Те државице позивају Рим у помоћ. Рим уручује Филипу V Македонском ултиматум у коме захтева да се уведе римска управа у Маледонији. Тиме би Македонија постала римска провинција. Филип V је то одбио, па је започео Други македонски рат. Други македонски рат избија у основи због тога јер је Рим сматрао да је Македонија потенцијални савезник Селеукидског царства, које је било највећа сила Истока.

## Битка код Киноскефала 197. п. н. е.
Тит Квинкције Фламинин је предводио римску војску у Македонији против Филипа V Македонског. Римској војсци су помагали савезници из Етолског савеза. Тит Квинкције Фламинин је имао око 33.000 војника, а Филип V је имао око 22.000 војника. Римска војска је кренула из Тебе да се сукоби са Македонцима, који су били у Лариси. Први мањи сукоб је био сукоб коњица, који је завршен македонским поразом. Обе војске су онда кренуле у потрагу за храном по великом невремену.
Ујутро је била велика магла, а македонска војска је била подоста дезоријентисана. Фламинин шаље коњицу, која се сукобљава са Македонцима и успева наћи македонски логор. Додатна римска појачања присиљавају Македонце да се повуку уз брдо. Командант Филипових плаћеника успева да отера Римљане са брда. Кад је Филип V Македонски чуо да се Римљани повлаче у нереду, одлучује да покрене македонску војску у поље испод брда.
Тит Квинкције Фламинин предводи лево крило лаке пешадије. То крило се суочава са фалангом, која је била македонско десно крило. Фаланга се показала бескорисном против римских легија, које нису имале тако чврсту организацију. Фаланга је у првом нападу била успешна, али је одбијена. Филип преразмешта своју војску, тако да је линија дупло дубља, а поставља коњицу и лаку пешадију десно.
Македонско десно крило је било на вишем терену од Римљана и зато су у почетку били успешнији. Лево македонско крило је било неорганизовано, тако да Римљани са слоновима успевају да растерају македонско лево крило. После тога нападају македонско десно крило одотрага. Пошто су били у фаланги, Македонци не могу брзо окренути своју борбену формацију због тога су страдали. Убијено је око 8.000 Македонаца, а 5.000 заробљено.

## После пораза
Тај тешки пораз означава прелаз власти са наследника Александра Македонског на Рим. Показује се да је фаланга застарела борбена формација.
Срећом по Грке, Тит Квинкције Фламинин је био умерен човек и обожаватељ грчке културе.
Мировни услови су:
- Филип V Македонски је требало да преда флоту и већину војске
- задржава краљевство, постаје римски савезник као тампон зона између Грчке и Илирије
- Македонија плаћа ратну штету од 1.000 талената (око 25 тона злата)

Био је поштеђен тежих мировних услова. Иако је формално прогласио грчке градове слободним Тит Квинкције Фламинин је поставио римске гарнизоне у Коринт и Халкис. Слобода коју су обећавали Римљани била је илузија. Сви градови сем Родоса укључени су у нови савез контролисан од Рима, а демократије су замењене аристократским владама у савезу са Римом. Тиме већина Грчке ван Македоније постаје у ствари 196. п. н. е. римски протекторат.